# Roland Verstappen
Roland Verstappen (Helmond, 29 augustus 1958) is Nederlandse zanger en gitarist. Hij is vooral bekend van zijn hitje Helemaal niets.

## Biografie
Roland Verstappen werd op 29 augustus 1958 geboren in Helmond. Op 10-jarige leeftijd leerde hij piano spelen en toen hij 15 was, kreeg hij zijn eerste gitaar. In dit tijd begon hij zich te interesseren voor (Ierse) folk. In Tilburg ging hij de docentenopleiding volgen en ontmoette daar zijn vriendin Karin Poell. Hij gaat later werken als docent Engels, onder andere op CGS Willem van Oranje in Oud-Beijerland.
Eind jaren 70 ontmoette hij Guy Roelofs met wie hij in de folkgroepen Pegasus en Finvarra ging spelen. Later in de jaren 80 ging hij ook solo optreden als singer-songwriter en als gitarist bij Gerard van Maasakkers. In deze periode leerde hij Ferdy Lancee kennen. Hij schreef voor Verstappen het nummer Helemaal niets en Peter Koelewijn produceerde in 1993 de single. In december van dat jaar stond het nummer op #34 in de Nederlandse Top 40. Zijn succes leverde hem een aantal televisieoptredens op, waaronder in Postcode Bingo, De Vijf Uur Show en AVRO's Sterrenslag.
Gauw genoeg daarna verscheen Roland Verstappen, het debuutalbum van Verstappen. Van dit album verschenen ook de nummers Zij is een wonder (een tip in 1994) en Maastricht (1995) op single. In het voorjaar van 1996 nam hij deel aan het Nationaal Songfestival 1996. In de voorronde op 26 februari zong hij drie liedjes, waarvan het door hemzelf voor Karin geschreven Ik wil alleen walsen met jou met 73% door de televoters werd gekozen. Met dat nummer werd hij echter laatste van vijf deelnemers in de finale op 3 maart. Verstappens tweede album Augustus maakte hij ook samen met Lancee en kwam uit in 1997. Dit album en een paar uitgebrachte singles braken niet door bij het grote publiek. Daarna verdween Verstappen in de anonimiteit.
Roland Verstappen en Karin Poell, die inmiddels met hun twee kinderen naar Belgische Poppel (gemeente Ravels) verhuisd waren, richtten in 2003 de folkgroep Eaden op. Daarmee keerde Verstappen weer terug naar zijn liefde voor folk en Keltische muziek. In 2006 bracht deze zeskoppige groep zijn eerste album, getiteld Rays of the yellow sun uit. Gevolgd door album nummer twee in 2012, getiteld The Road.
In 2009 verscheen het Verstappen's album Brabocana, volledig gezongen is in het Brabantse dialect, gevolgd door het album Echt Verstappen in 2013, uitgebracht op het label CRS. Onder de naam Verstappen werd in 2016 een band gevormd, met het album Oase van Licht als resultaat. Onder eigen naam verschenen de albums Overeind (2019) en Dansen door het duister (2023). Sindsdien verschijnen er regelmatig nieuwe singles. 

## Discografie

### Singles
| Single met eventuele hitnotering(en) in de Nederlandse Top 40 | Datum van verschijnen | Datum van binnenkomst | Hoogste positie | Aantal weken | Opmerkingen |
| ------------------------------------------------------------- | --------------------- | --------------------- | --------------- | ------------ | ----------- |
| Helemaal niets                                                |                       | 18-12-1993            | 34              | 3            |             |
| Zij is een wonder                                             |                       | 19-02-1994            | tip3            |              |             |